# Mell Muzzillo
Mellissa Muzzillo Arruda (Nilópolis, 4 de junho de 2005), conhecida como Mell Muzzillo, é uma atriz brasileira afro-indígena. Estreou na Rede Globo na telenovela Renascer no papel de Ritinha, com a primeira aparição na obra em 17 de fevereiro de 2024. Quando criança, atuou na novela Gaby Estrella, produzida pelo Gloob, canal infantil do grupo Globo.
Antes da estreia na televisão, ficou conhecida no TikTok por dublar a atriz Isis Valverde e possui, nessa rede, mais de 4 milhões de seguidores.

## Vida pessoal
Mell, cuja família é de Alcobaça, no sul da Bahia, nasceu e cresceu em Nilópolis, na baixada fluminense. É filha de Valdemir Arruda e Carla Muzzillo, e tem um irmão mais novo, Kenay, que também é ator e apareceu em produções como Velho Chico e Sob Pressão; ambos os irmãos pertencem à etnia indígena pataxó, da qual descendem através da mãe.
Em novembro de 2024, assumiu um relacionamento com o também ator Marcello Melo Jr., a quem conheceu nas gravações de Renascer. 

## Carreira
Ainda na infância, aos seis anos, começou a ter aulas de teatro com a atriz Zaira Zambelli. Também teve formação de dança, com a qual começou a se envolver aos dois anos de idade, chegando a receber uma bolsa para fazer balé na Escola de Dança Maria Olenewa, do Theatro Municipal do Rio, além de aulas de jazz e dança do ventre. Em 2018, foi premiada com o primeiro lugar como bailarina e coreógrafa pelo festival de dança de Joinville.
Presente no Tiktok, onde possui milhões de seguidores, Mell se destacou a nível nacional após chamar a atenção da produtora de elenco Marcella Bergamo e ser escalada para o remake de Renascer como Ritinha, personagem originalmente interpretada por Isabel Fillardis; originalmente uma funcionária da casa de José Inocêncio (vivido por Marcos Palmeira nessa versão), Ritinha foi transformada em filha de Inácia, e a dinâmica entre Mell e Edvana Carvalho, intérprete de Inácia, rendeu elogios de público e crítica. Paralelamente a Renascer, participou do clipe de Quando a Gente Ama, música de Xamã, um de seus pares românticos na trama das 21h.
Em 2025 fez uma participação no especial Falas da Terra e começou as gravações de seu personagem em Sedução, estreia de Marcos Palmeira, seu colega em Renascer, como diretor de cinema. No mesmo ano, foi anunciada no elenco de Três Graças, de Aguinaldo Silva, integrando o mesmo núcleo de Miguel Falabella e Samuel de Assis, intérpretes dos pais adotivos de Maggye, sua personagem.

## Filmografia

#### Televisão
| Ano  | Título         | Papel                                      | Notas           |
| ---- | -------------- | ------------------------------------------ | --------------- |
| 2013 | Gaby Estrella  |                                            | Elenco de apoio |
| 2024 | Renascer       | Rita de Cássia de Jesus Galvão ("Ritinha") |                 |
| 2025 | Falas da Terra | Sandra                                     |                 |
| 2025 | Três Graças    | Maggye Damatta                             |                 |

##### Cinema
| Ano | Título  | Papel  | Notas           |
| --- | ------- | ------ | --------------- |
| TBA | Sedução | Sheila | Em pós-produção |

#### Videoclipes
| Ano  | Título               | Artista |
| ---- | -------------------- | ------- |
| 2024 | "Quando a Gente Ama" | Xamã    |